# Chani (chanteur)
Dans ce nom coréen, le nom de famille, Kang, précède le nom personnel.
Pour les articles homonymes, voir Chani (homonymie).
Kang Chan-hee (coréen : 강찬희), né le 17 janvier 2000, mieux connu sous son nom de scène Chani (coréen : 찬희), est un chanteur et acteur sud-coréen. 

## Biographie
Il commence sa carrière en tant qu'enfant star, notamment dans les dramas télévisés Can You Hear My Heart ,(2011), The Queen's Classroom(2013) et le drama interactif Click Your Heart (2016).
En 2015, il a participé au programme de FNC Entertainment, Neoz School en tant que membre du premier groupe nommé Neoz. Il commence en octobre 2016 dans le groupe SF9 avec le titre Fanfare
Après ses débuts en tant que chanteur au sein du groupe SF9, il reprend sa carrière en tant qu'acteur. La même année, il fait partie du casting de Signal et en 2018, il fait partie de la série Sky Castle.
Il commence aussi à participer à des webséries comme Jinx dans le rôle de Gyu-han et Love In Your Taste dans le rôle de Yoon Dan.
Au début de l'année 2019, il est devenu le maître de cérémonie de Show ! Music Core avec Stray Kids Hyunjin et Kang Min-ah. Il quitte l'émission après deux ans et cinq mois.

## Discographie

### Discographie en dehors du groupe[11]
| Année | Chanson            | Album                |
| ----- | ------------------ | -------------------- |
| 2021  | How Do You Do      | OST Pt.5 True Beauty |
| 2021  | Starlight (그리움) | OST True Beauty      |

## Filmographie

### Séries télévisées
| Année     | Titre                      | Rôle                               | Chaîne     |
| --------- | -------------------------- | ---------------------------------- | ---------- |
| 2009      | Queen Seondeok             | Hwarang                            | MBC        |
| 2009      | Three Brothers             | (apparaît dans le dernier épisode) | KBS2       |
| 2011      | Can You Hear My Heart      | Cha Dong-joo jeune                 | MBC        |
| 2011      | Garden of Heaven           | Shin Seung-woo                     | Channel A  |
| 2012      | To the Beautiful You       | Kang Tae-joon jeune                | SBS        |
| 2012      | The Innocent Man           | Kang Ma-ru jeune                   | KBS2       |
| 2013      | The Queen's Classroom      | Kim Do-jin                         | MBC        |
| 2015      | Splendid Politics          | Ja Kyung jeune                     | MBC        |
| 2016      | Signal                     | Park Sun-woo                       | tvN        |
| 2016      | Click Your Heart           | Kang Chan-hee                      | MBC Every1 |
| 2018-2019 | Sky Castle                 | Hwang Woo-joo                      | JTBC       |
| 2020-2021 | True Beauty                | Jung Se Yeon                       | tvN        |
| 2021      | Must you go?               | Park Yeon                          | SKY        |
| 2021      | Imitation                  | Lee Eun jo                         | KBS2       |
| 2022      | Under the Queen's Umbrella | Prince Uiseong                     | tvN        |

### Films[6]
| Année | Titre                               | Rôle               |
| ----- | ----------------------------------- | ------------------ |
| 2016  | Familyhood                          | Hyun-Bin           |
| 2017  | The King's Case Note                | Roi Yejong (jeune) |
| 2019  | The First Issue                     | Hyun Joon          |
| 2021  | Sseol                               | Jung Seok          |
| 2021  | White Day: School of Demon Exorcism | Hee Min            |

### Programmes de télé-réalité
| Année | Titre                  | Réseau | Notes                 |
| ----- | ---------------------- | ------ | --------------------- |
| 2016  | d.o.b (Dance or Band)  | Mnet   | Survival Show         |
| 2021  | Kingdom: Legendary War | Mnet   | Survival Show avecSF9 |

### Apparitions dans des clips vidéos
| Année | Chanson                  | Artiste(s)    |
| ----- | ------------------------ | ------------- |
| 2006  | Balloons                 | TVXQ          |
| 2010  | The Starlight Is Falling | Bye Bye Sea   |
| 2019  | The Truth Is             | Baek Ji-woong |